# Santa Maria della Consolazione
Santa Maria della Consolazione je římskokatolický kostel v Římě, který stojí u paty pahorku Palatinu, v rione Campitelli.

## Historie
Kostel je pojmenován po ikoně panny Marie, která byla umístěna v těchto místech k útěše zločinců, kteří byli za trest svrženi ze skály nad kostelem. Patrně se jedná o skálu Tarpeia, z které byli odsouzení házeni již za časů starého Říma. Roku 1385 odsouzený šlechtic, Giordanello degli Alberini, zaplatil dva zlaté floriny za tuto ikonu, aby přinášela útěchu pro zločince čelící smrti.

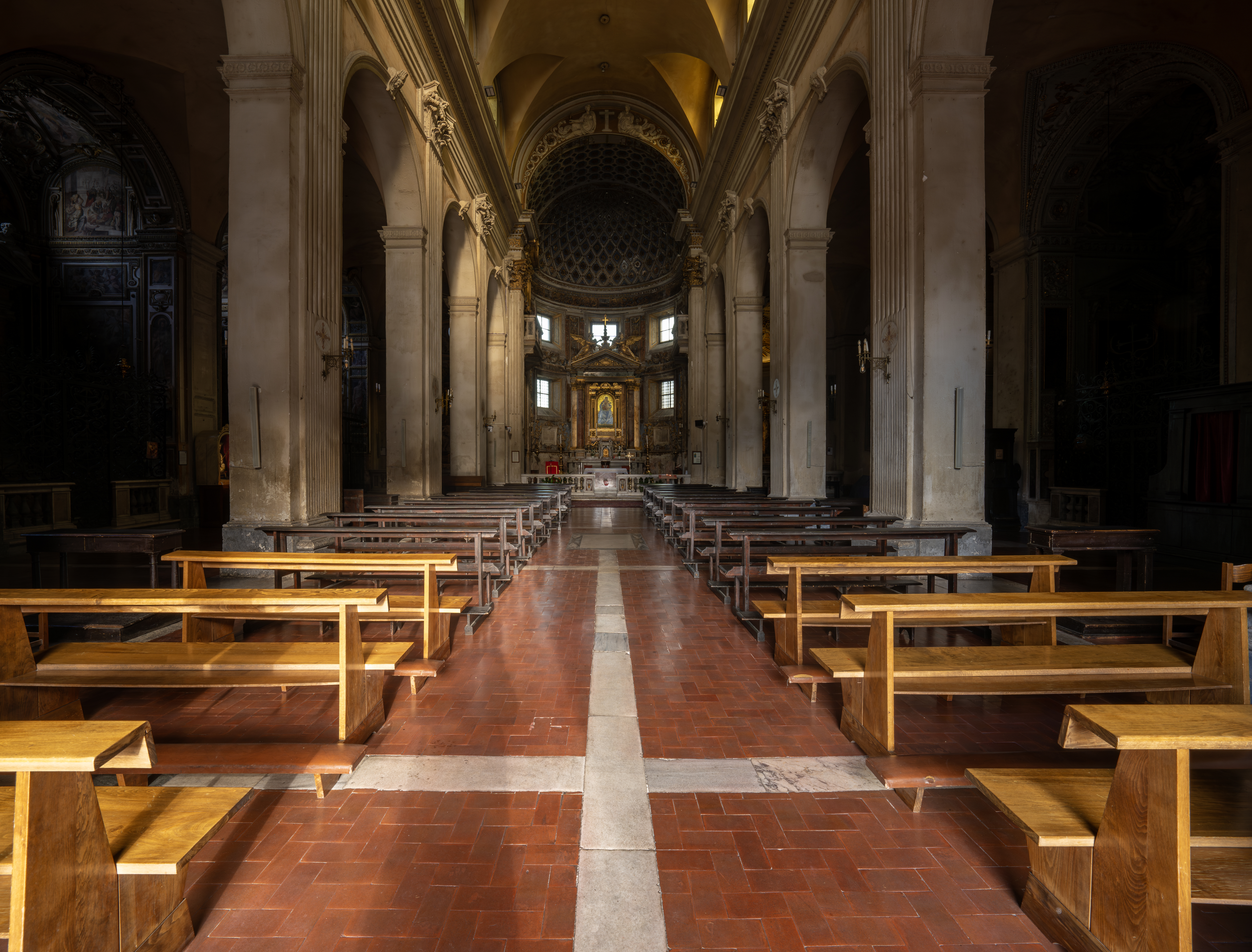
Interiér

## Architektura a umění
První kostel byl postaven roku 1470, a přebudován v letech 1583–1600 by Martinem Longhi starším. Tehdy byla postavena fasáda v manýristickém stylu. Tympanon byl dokončen roku 1827 Pasqualem Bellim.
První kaple obsahuje fresky od Taddea Zuccariho z roku 1556. V druhé kapli je freska Madona s dítětem a svatými z roku 1575 od Livia Agrestiho. Třetí kapli vyzdobil Giovanni Baglione. Oltář od Martina Loghiho zdobí kopie fresky Madonna della Consolazione ze 14. století, přemalovaná Antoniazzem Romanem. Dále lze v kostele najít díla od Niccoli Circignaniho (il Pomarancio), Marzia Colantonia Ganassini, Francesca Nappi a Raffaella da Montelupo.